# Kinngait
Kinngait (do 2020 roku Cape Dorset) – inuicki przysiółek położony na wyspie Dorset w regionie Qikiqtaaluk w kanadyjskim Nunavucie. W języku Inuitów nazwa Kinngait oznacza „wysokie góry” i odnosi się do pobliskiego wzgórza. Według spisu ludności z 2021 r. miejscowość liczyła 1396 osób.

## Historia

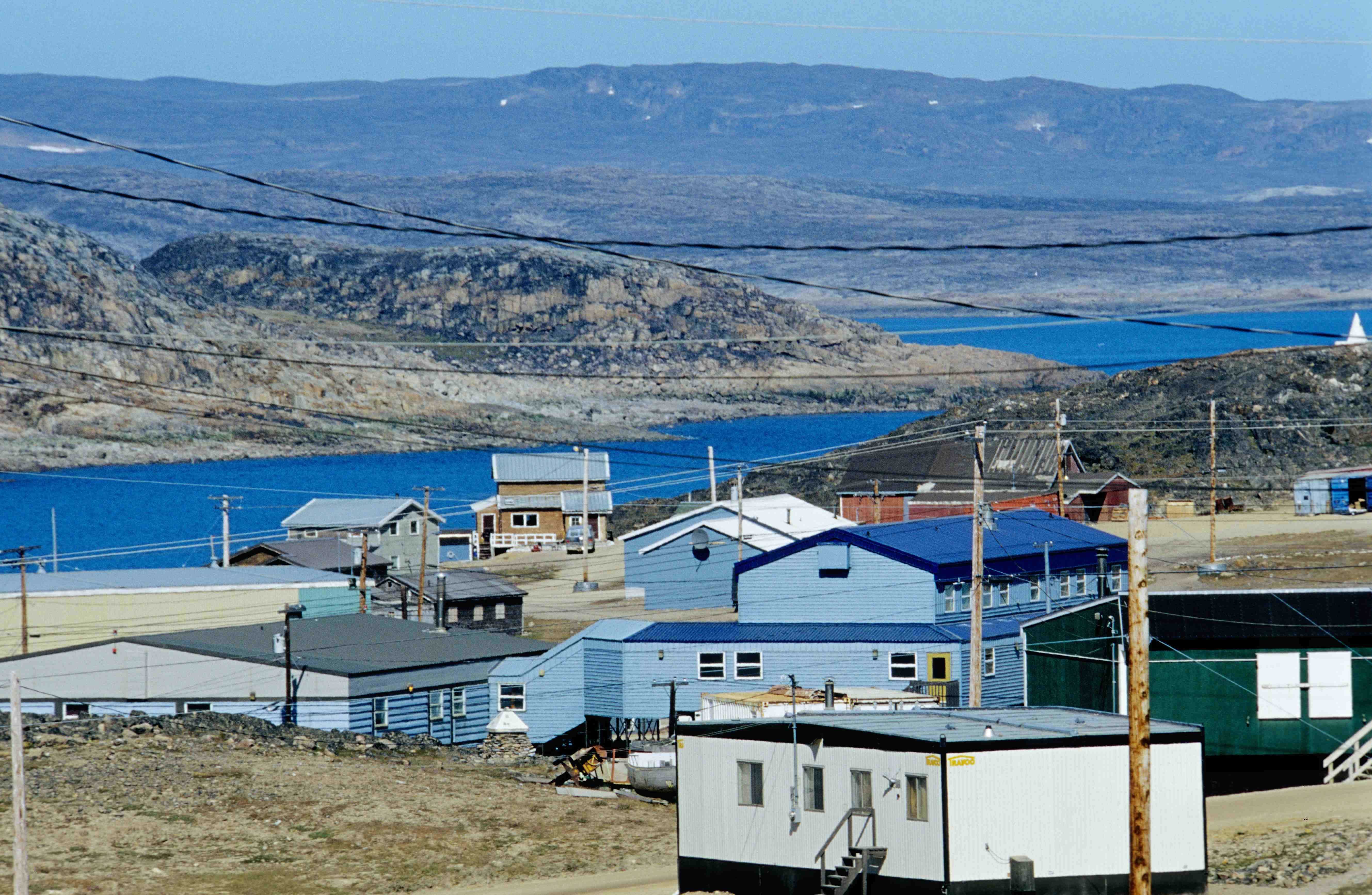
Kinngait latem

Pozostawione przez kulturę Thule oraz Dorset ślady na terenie dzisiejszej osady wskazują, że była ona zamieszkiwana od 1000 r. p.n.e. do 1100 r. n.e. Dawniej w języku inuickim osada nazywana była Sikusiilaq. Jednak w 1631 roku kapitan Luke Fox nadał jej nazwę Cape Dorset na cześć Edwarda Sackville’a, czwartego hrabiego Dorsetu. W 1913 roku Kompania Zatoki Hudsona założyła tam punkt handlowy, w którym handlowano m.in. futrami, skórą, amunicją, mąką, cukrem i herbatą. W latach 50. XX wieku Cape Dorset zaczęto nazywać „stolicą inuickiej sztuki” ze względu na wytwarzane tam licznie rzeźby, rysunki i ryciny. Zapoczątkowana wówczas tradycja przetrwała do dziś i obecnie osada uważana jest za najbardziej artystyczną społeczność w całej Kanadzie, gdyż około 22 procent zatrudnionych zajmuje się sztuką.
W 1957 r. James Houston założył w osadzie pracownię graficzną, w której umieszczał rysunki miejscowych artystów, a zdolnych rzeźbiarzy zachęca, by wykuwali je w swoich dziełach. Ten rodzaj sztuki ukształtował się w japońskich technikach Ukiyo-e w XIX wieku. W pobliskich społecznościach założono podobne pracownie, jednak największy sukces odniosła ta z Cape Dorset. Artyści w niej zrzeszeni podczas tworzenia swoich prac eksperymentowali m.in. z kwasorytem, rytownictwem i litografią. Popularność ich dzieł sprawiła, że corocznie zaczęli wydawać  również katalog reklamowy w limitowanym nakładzie 49 sztuk.
W latach 1959–1974 artyści z Cape Dorset stworzyli ponad 48 000 dzieł. Wśród najbardziej znanych rysowników i rzeźbiarzy są: Pudlo Pudlat, Kenojuak Ashevak i Nuna Parr, którego rzeźby zdobyły międzynarodowe uznanie i były wystawiane w Kanadyjskiej Galerii Sztuki. Z kolei rysunki sów Ashevaka pojawiły się na znaczkach i 25 centowej monecie kanadyjskiej.

### Powrót do inuickiej nazwy
W 2019 roku zorganizowane zostało referendum, które miało zdecydować czy pozostawić nazwę miejscowości nadaną przez Foxa, czy powrócić do jednej z tradycyjnych nazw inuickich. W głosowaniu, w którym wzięło udział 27% uprawnionych, 41,7% opowiedziało się za nazwą Kinngait, 31,8% za pozostawieniem nazwy Cape Dorset oraz 26,6% za nazwą Sikusiilaq. W efekcie 27 lutego 2020 oficjalną nazwą miejscowości zostało Kinngait.

## Demografia
Kinngait jest 9. pod względem liczby ludności miejscowością w Nunavut. Zamieszkuje je 1396 osób, co przy powierzchni 9,89 km² daje gęstość zaludnienia 141,2 os/km².
W miejscowości znajduje się 416 prywatnych domów, z czego 362 są na stałe zamieszkane.

### Wyniki w kolejnych spisach powszechnych
| Rok                                                                                            | Populacja | Zmiana | Gęstość zaludnienia |
| ---------------------------------------------------------------------------------------------- | --------- | ------ | ------------------- |
| 2001                                                                                           | 1 148     |        |                     |
| 2006                                                                                           | 1 236     | +7,7%  | 126,9               |
| 2011                                                                                           | 1 363     | +10,3% | 139,9               |
| 2016                                                                                           | 1 441     | +5,7%  | 147,9               |
| 2021                                                                                           | 1 396     | -3,1%  | 141,2               |
| Uwaga: pomiędzy spisem z 2016 a 2021 wzrosła powierzchnia miejscowości z 9,74 km² do 9,89 km². |           |        |                     |

## Turystyka
Choć Kinngait słynie głównie z miejscowych artystów, w jego pobliżu znajduje się również Park Terytorialny Mallikjuaq, w którym zobaczyć można stanowiska archeologiczne kultury Dorset, Thule oraz Inuitów. Miejscowe sklepy z odzieżą oferują przejażdżkę psimi zaprzęgami, kemping lub pieszą wycieczkę, choć można dostać się tam również statkiem. Na terenie parku znajduje się też kamienny kopiec upamiętniający statek RMS Nascopie, który rozbił się o pobliskie skały w 1947 roku. Nikt z załogi nie zginął, ale stracono cały ładunek.